# Malcolm Rifkind
Sir Malcolm Leslie Rifkind (sinh ngày 21 tháng 6 năm 1946) là một chính trị gia người Anh, từng giữ nhiều vai trò là Bộ trưởng Nội các dưới thời thủ tướng Margaret Thatcher và John Major, bao gồm Bộ trưởng Ngoại giao Scotland (1986,1990), Bộ trưởng Quốc phòng (1992-1995), và Bộ trưởng Ngoại giao (1995-1997).
Rifkind là nghị sĩ của vùng Pentlands ở Edinburgh từ năm 1974 đến 1997. Năm 1997, đảng của ông mất quyền lực và ông mất ghế vào Công đảng. Ông đã cố gắng, không thành công, để được bầu lại ở Pentlands năm 2001; khu vực bầu cử đã bị bãi bỏ trước cuộc tổng tuyển cử năm 2005 và ông đã được thông qua, và sau đó được bầu làm ứng cử viên bảo thủ cho Kensington và Chelsea. Ông tuyên bố ý định tìm kiếm sự lãnh đạo của đảng trước cuộc bầu cử lãnh đạo Đảng Bảo thủ năm 2005, nhưng đã rút lui trước khi bỏ phiếu bắt đầu.